# Bad and Beautiful
Bad and Beautiful è un album discografico del musicista jazz statunitense Sun Ra e della sua Arkestra, inciso nel 1961 a New York per l'etichetta discografica El Saturn Records, ma rimasto inedito fino al 1972.
Il disco è il secondo album registrato a New York dalla Arkestra dopo aver lasciato Chicago. Venne ristampato dalla Impulse! Records nel 1974, e nuovamente dalla Evidence nel 1992, questa volta in formato Compact Disc insieme a We Travel the Space Ways.

## Tracce
Lato A
1. Bad and the Beautiful – 2:46 (Previn, Raksin)
2. Ankh – 5:11 (Ra)
3. Just in Time – 3:49 (Styne, Comden, Green)
4. Search Light Blues – 5:39 (Ra)

Lato B
1. Exotic Two – 4:47 (Ra)
2. On The Blue Side – 5:29 (Ra)
3. And This Is My Beloved – 3:16 (Borodin, Wright, Forrest)

## Musicisti[1]
- Sun Ra - Pianoforte
- Pat Patrick - Sax baritono, percussioni
- John Gilmore - Sax tenore
- Marshall Allen - Sax contralto, flauto
- Ronnie Boykins - Contrabbasso
- Tommy Hunter - Batteria, percussioni